# 別府橋通り
別府橋通り（、ローマ字表記: Befubashi Dōri）は、福岡県福岡市の福岡市道路愛称。
国道202号のうち、中央区赤坂3丁目交差点から城南区荒江交差点までの区間を指す。延長2,900メートル。福岡県道559号に重複。

## 接続路線
| 交差する道路 北←〈別府橋通り〉→南     | 交差する道路 北←〈別府橋通り〉→南           | 交差する場所 | 交差する場所 | 堅粕から (km) |
| ------------------------------------- | ------------------------------------------- | ------------ | ------------ | ------------- |
| 〈国体道路〉                          | 〈国体道路・けやき通り〉 国道202号 天神方面 | 赤坂3丁目    | 中央区       |               |
| 〈城南線〉                            | 〈城南線〉                                  | 六本松       | 中央区       |               |
|                                       | 〈油山観光道路〉                            | 六本松西     | 中央区       |               |
| 県道557号東油山唐人線                 | 県道557号東油山唐人線                       | 別府橋       | 中央区       |               |
| 樋井川（別府橋）                      |                                             |              | 中央区       |               |
| 城南区                                |                                             |              |              |               |
| 〈城南学園通り〉                      | 〈城南学園通り〉                            | 中村大前     |              |               |
| 〈早良街道〉                          | 〈早良街道〉 国道263号                      | 荒江         |              |               |
| 〈今宿新道〉 国道202号 唐津・糸島方面 |                                             |              |              |               |

## 周辺施設
- 福岡縣護國神社
- 七隈線六本松駅
- 福岡六本松郵便局
- 七隈線別府駅
- 中村学園大学
- 城西団地
- 福岡別府郵便局
- 弓の馬場商店街
- 荒江団地

## 愛称決定理由
1979年（昭和54年）の市制施行90周年記念で決定。「樋井川にかかる別府橋を通っていること」が理由。